# 赫讷福斯
赫讷福斯（挪威語：Hønefoss，聆听ⓘ），是挪威布斯克吕郡靈厄里克市镇的城镇及其行政中心。2022年1月1日时城镇人口数量为16,547人。1852至1964年间，赫讷福斯曾是单独的市镇。

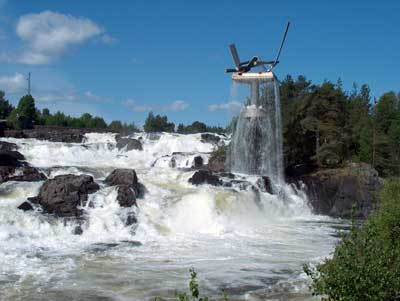
赫讷福斯瀑布
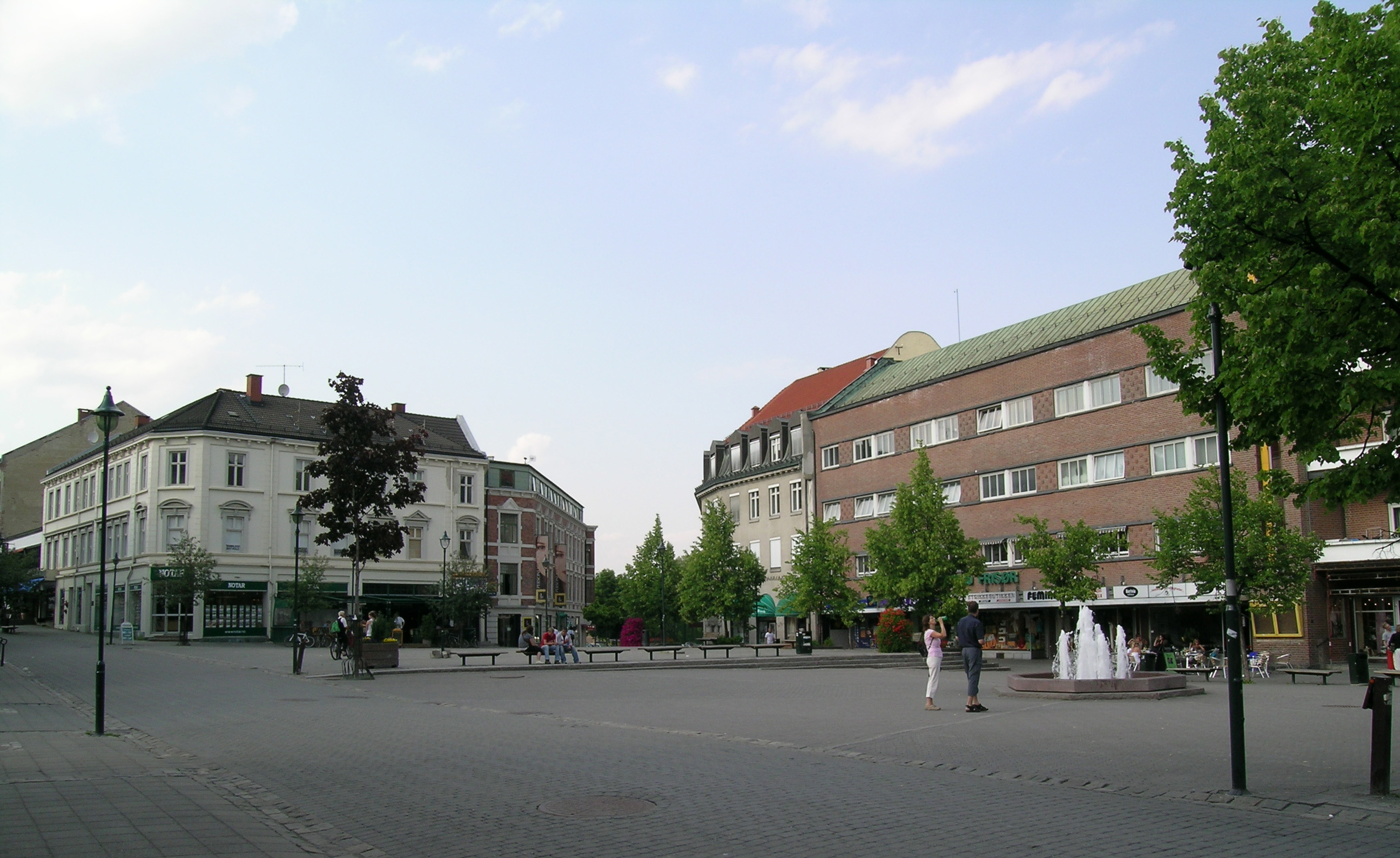
市中心
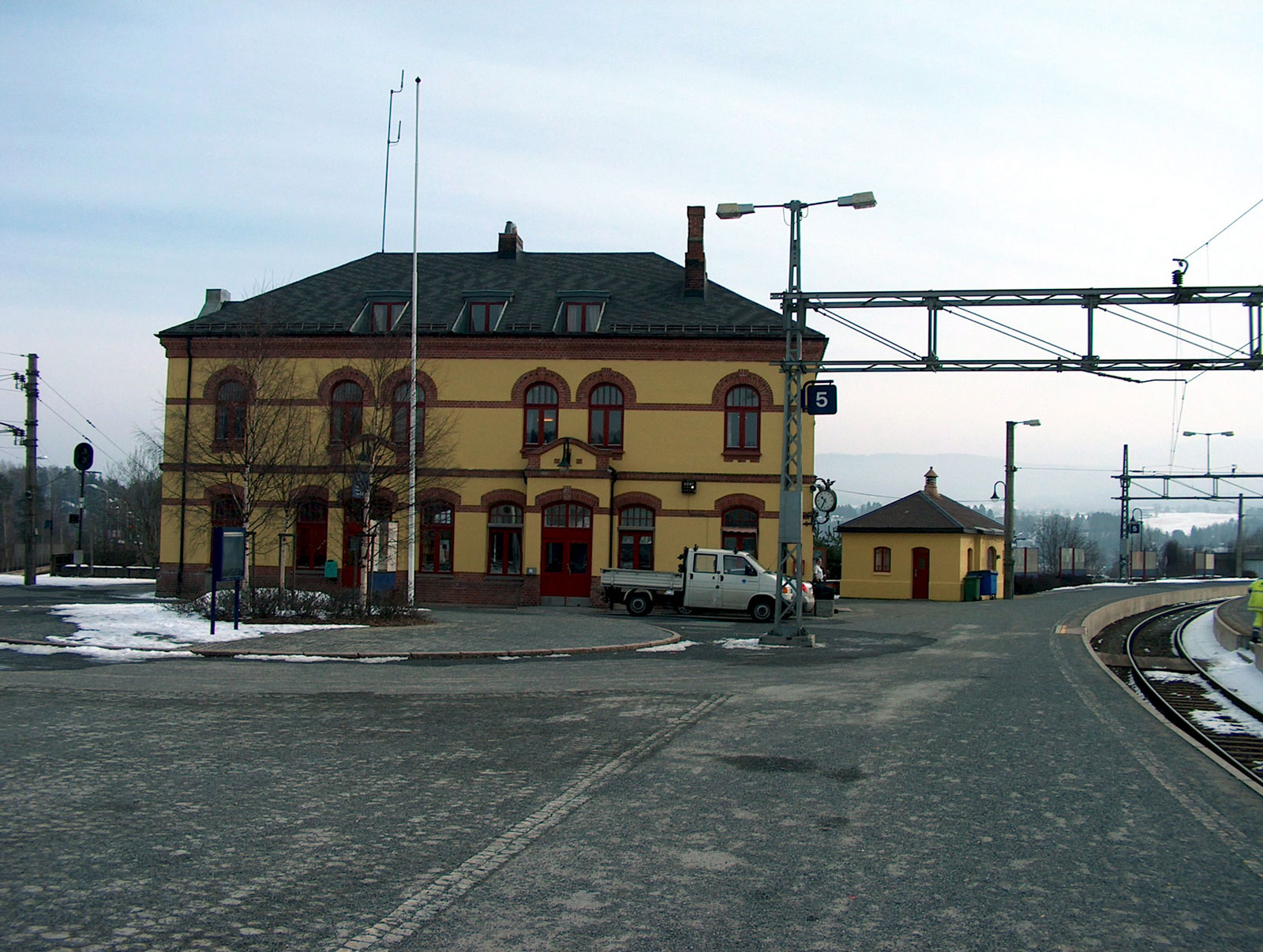
赫讷福斯火车站